# Natitingou III
Natitingou III est l'un des neuf arrondissements de la commune de Natitingou dans le département de l'Atacora au Bénin.

## Géographie
L'arrondissement de Natitingou III est situé au nord-ouest du Bénin et compte 7 villages que sont Berecingou, Kantaborifa, Koussantigou, Ourbouga, Winke, Yetapo et Yimporma.

## Démographie
Selon le recensement de la population de 2013 conduit par l'Institut national de la statistique et de l'analyse économique (INSAE), Natitingou III compte 22011 habitants.

## Galerie de photos

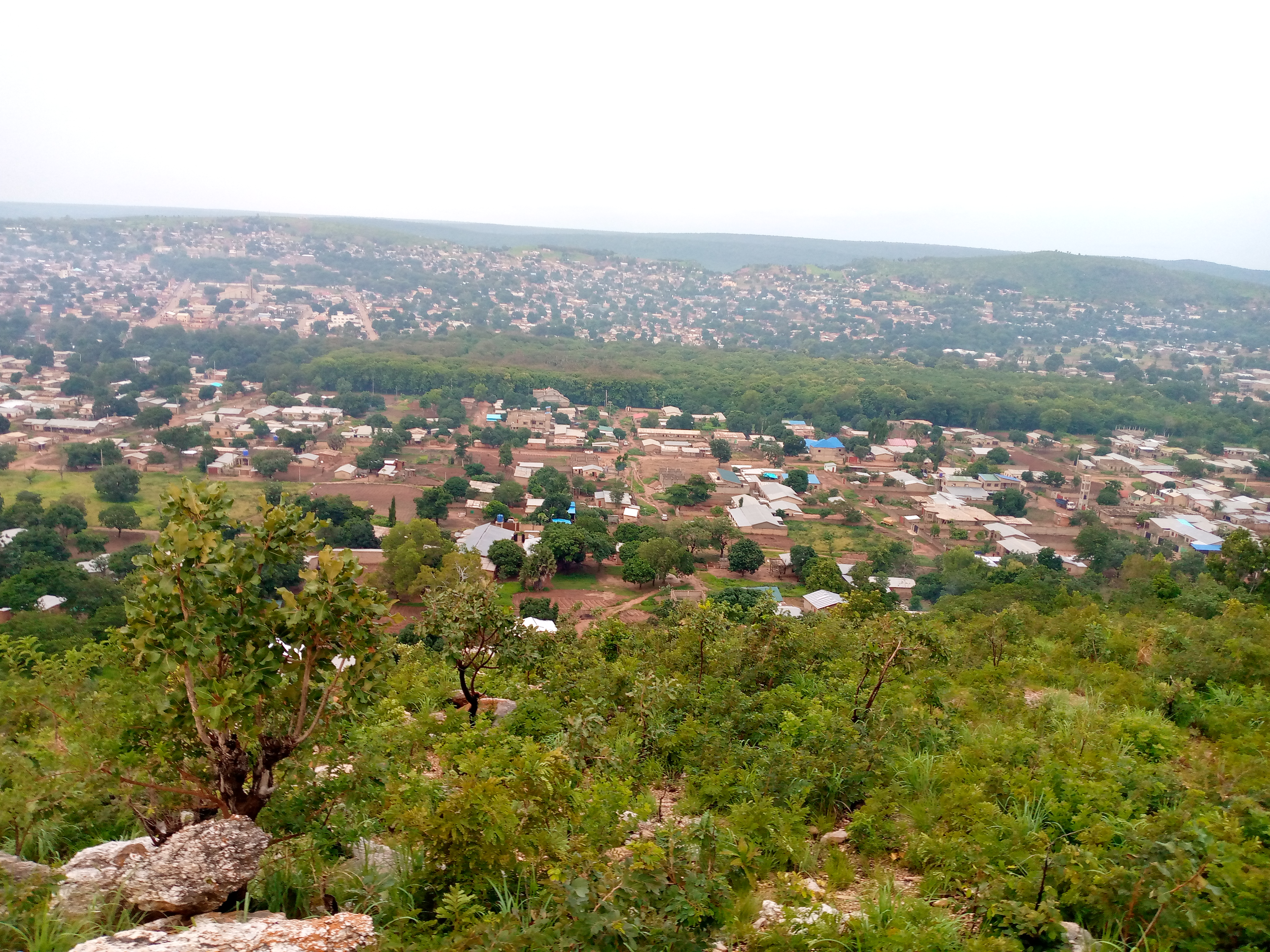
Ville de Natitingou
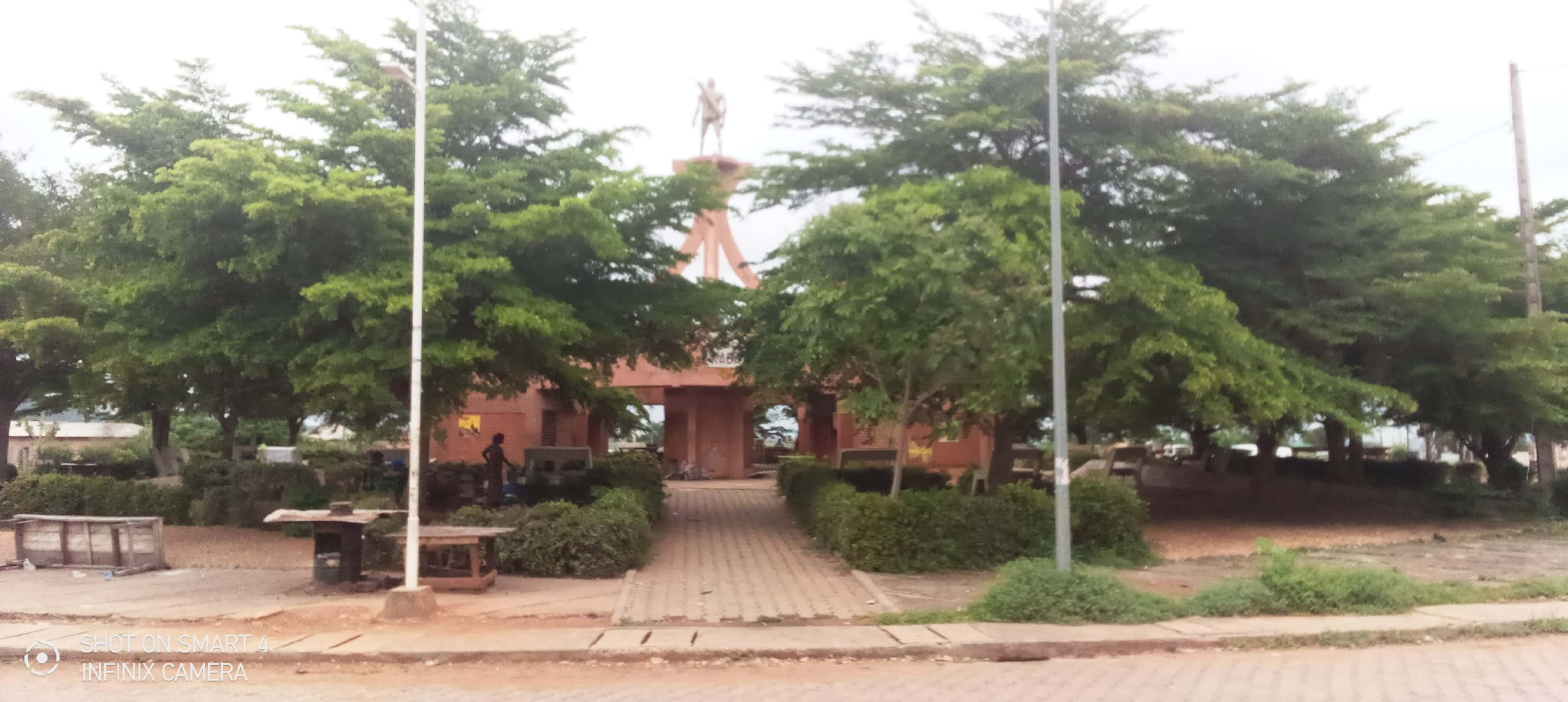
Musse Kaba Natitingou
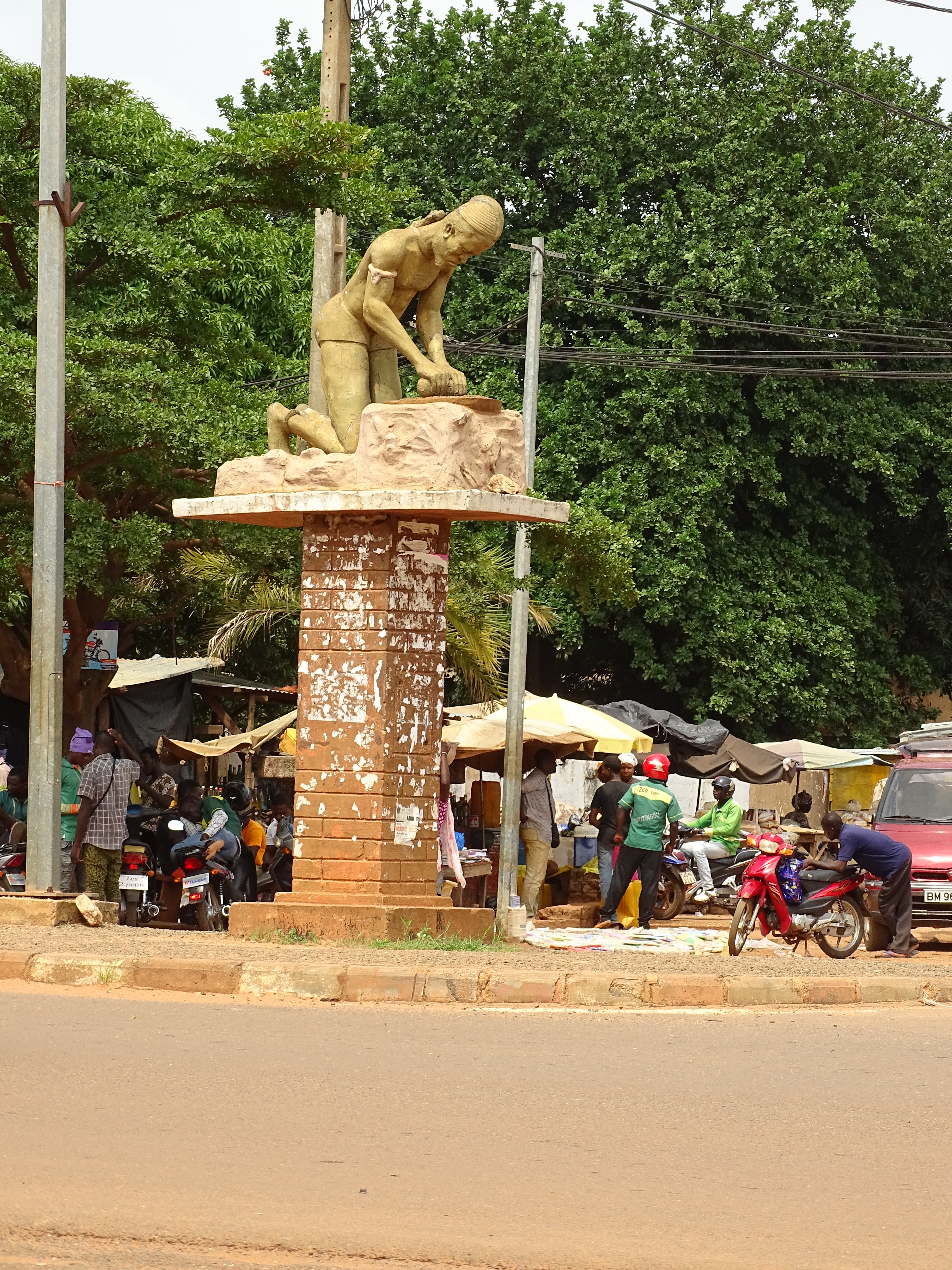
Monument Nanto